# Rotulación

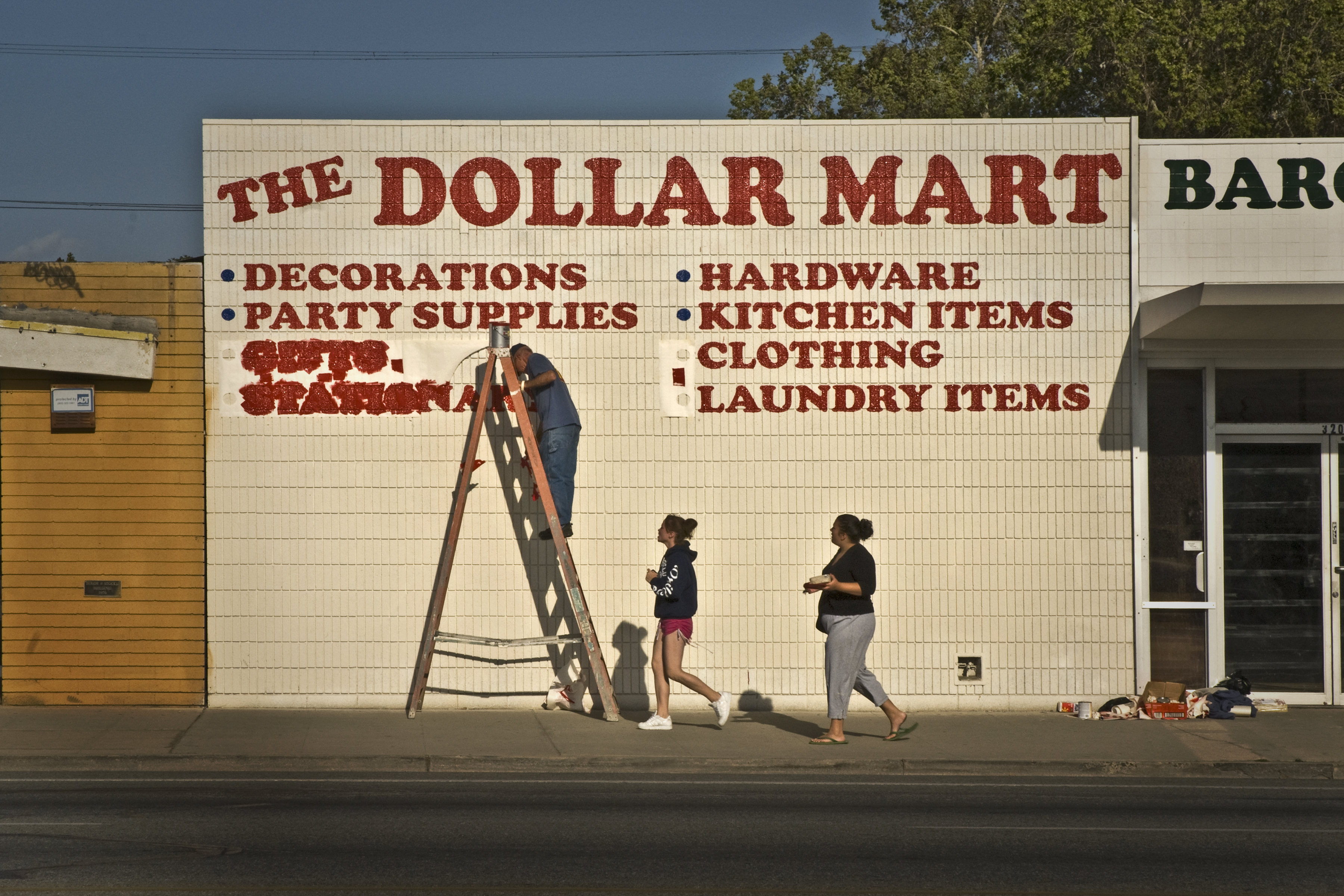
Rotulista en Bakersfield, California.

El rotulismo o rotulación es el arte de pintar o dibujar letras, números y gráficas generalmente con fines promocionales para exhibirse en la calle. El profesional especializado es el rotulista, que debe diferenciarse del calígrafo, del tipógrafo y del cartelista. Todos estos oficios se conocen en conjunto como «artes gráficas», que preceden al grafista o diseñador gráfico. A diferencia del muralismo, el elemento tipográfico es el principal recurso artístico.
Se distinguen dos tipos principales de rotulado: manual y digital. El rotulado manual se realiza mediante pincel y brocha, mientras que en el rotulado digital se emplea un plóter de recorte o de inyección de tinta en caso de lonas.
Legibilidad es término empleado en el diseño tipográfico de rotulación, para definir una cualidad deseable en la impresión de las letras del texto. Algo legible es la facilidad o complejidad de la lectura de una letra o de un texto específico como se ve en los carteles, vallas publicitarias.

## Origen
Fue durante el final del siglo XIX cuando C. W. Reinhardt, antiguo dibujante en jefe de Engineering News, vio la necesidad de crear un tipo de letra sencilla y legible, que pudiera ser hecha con trazos simples. Es por ello que desarrollo alfabetos de letras mayúsculas y minúsculas, basado en letras góticas y en una serie sistemática de trazos.
Después de Reinhardt, se empezaron a desarrollar una diversidad innecesaria y confusa de estilos y formas de letras. Luego interviene la American Standards Association, en 1935, para establecer normas de letras que se conocen hoy en día como estándares (normas ASA).

## Tipos de rotulación
Existen dos tipos de rotulación normalizada, la vertical o la cursiva (inclinada), la cual se encuentra a 75° de la línea horizontal. Sin embargo, la más usada de estos tipos es la rotulación inclinada. Aparte de estas categorías, según el ancho que posean las líneas aparecen dos tipos de escritura: la tipo A, con un ancho de línea h/14, y la tipo B, con ancho de línea h/10. En cuanto a las dimensiones y alturas de los espacios suelen denominarse con una letra minúscula, cada una de estas letras representa una característica.
En esta tabla podemos encontrar los diferentes códigos y características que posee la rotulación:
| CÓDIGO | CARACTERÍSTICAS                      | RELACIÓN  | RELACIÓN  |
| CÓDIGO | CARACTERÍSTICAS                      | Tipo A    | Tipo B    |
| h      | Altura de mayúsculas                 | (14/14) h | (14/10) h |
| c      | Altura de minúsculas                 | (10/14) h | (7/10) h  |
| a      | Espacio entre caracteres             | (2/14) h  | (2/10) h  |
| b      | Espacio mínimo entre líneas de apoyo | (20/14) h | (14/10) h |
| e      | Espacio mínimo entre palabras        | (6/14) h  | (6/10) h  |
| d      | Anchura del trazo                    | (1/14) h  | (1/10) h  |

## La letra
Define la forma de la letra: su tipo de letra que puede ser con o sin serifas. Su estilo: negrita, cursiva.
Una letra de tamaño grande es más legible que otra de tamaño más pequeño. Pero existe un tamaño ideal que anima y favorece la lectura, generalmente se escribe el título de mayores dimensiones respecto al contenido del texto; puede usarse también la letra capital. Por ejemplo para un cartel que se observará a 10 metros, la altura de la letra debe ser, al menos de 2,5 cm, mientras que para una valla publicitaria que deba leerse a 60 m, la altura de la letra deberá ser al menos de 15 cm.

## Espaciado entre letra y letra
Un título o un rótulo cuyas letras se unan materialmente unas a otras no ofrecen buena legibilidad, y podría mal entenderse, aunque algunos grafistas defienden esta fórmula, atentos solamente al efecto plástico. La distancia recomendada entre una letra y otra es de 2 mm.

## Altura Nominal.
La rotulación proporcionada se realiza mediante la medición de la altura (h), es decir de las mayúsculas. Esta medida se denomina como altura nominar, lo cual hace que el resto de dimensiones que existan sean fracciones de dicha altura. Sin embargo, la dimensión de esta altura nominal depende tanto del rótulo como del espacio que se disponga para realizar diferentes trazados. Entre todas las alturas nominales las más usadas son las siguientes:
| 2 | 2,5 | 3 | 4 | 5 | 6 | 8 | 10 | 12 | 16 | 20 | 25 |

A cada mayúscula le corresponde un valor de minúsculas, teniendo estas una altura igual  a 5/ de la nominal y con un espesor de 1/7 h.

## La calidad de impresión
Una impresión deficiente con errores, remosqueados, exceso de tinta, pisada o presión excesiva, puede perjudicar notablemente la legibilidad y el arte de la misma.

## Los colores
Los tipos negros sobre fondo blanco, reflejan mayor legibilidad, en contraparte, un texto blanco sobre un fondo negro produciría el efecto contrario. Tanto los trazos como la fórmula de combinación colora son indispensables para el mismo, entra en este juego la ocasión o el mensaje que llevará el mismo, pues no sería lo mismo las letras y colores de una escuela que aquellas de una invitación a fiesta.

## Rotulación por países

### Francia
En Francia, el oficio de rotulista (en francés: Peintre en lettres) tuvo importancia desde finales del siglo XIX hasta el siglo XX, ligado al movimiento Art Nouveau y las posteriores vanguardias que tuvieron París como su centro cultural neurálgico.

### México

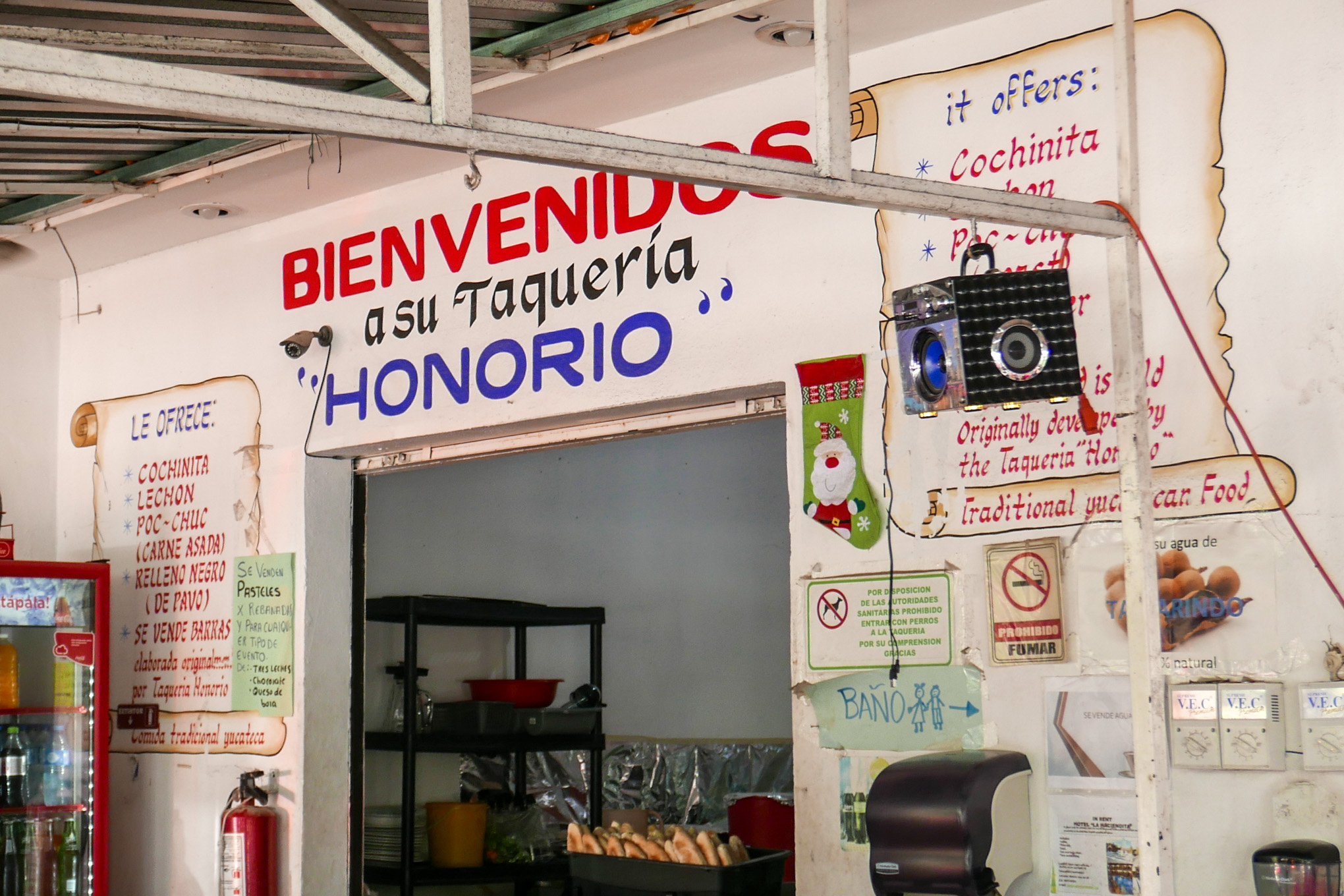
Taquería en Tulum

En México existe una tradición de rotulación que se practica desde principios del siglo XX y que se aplica en tiendas de todo tipo: de abarrotes, fondas, taquerías, carnicerías, lavanderías, etc. La rotulación en México, también llamada «rotulismo mexicano» utiliza letras, dibujos y símbolos para promover, anunciar o identificar productos y servicios. Los rótulos forman parte de la cultura visual de México, destacan por su color e ingenio y se caracterizan por hacerse a mano alzada o con el uso de stencil y plantillas.
Al término de la Revolución mexicana, la rotulación se convirtió en el oficio encargado de anunciar comercios con el uso de caracteres tipográficos. Existen registros fotográficos de Tina Modotti y Edward Weston a principios del siglo XX, consignando la rotulación de sitios como pulquerías y tiendas.

#### Características
Algunas de las características de la rotulación en México son:
- el uso de caricaturas o dibujos acompañando el texto de los rótulos con motivos aparentemente contradictorios, con motivo de ser humorísticos o llamativos. Dibujos de pescados en puestos donde son vendidos o de cerdos cocinándose a sí mismos en locales de carnitas.[6]

- la predominancia de la letra gótica en puestos de comida dado el significado que comunica en la población de elegancia, tradición y sofisticación.[8]